# Пьяный мастер 3
«Пьяный мастер 3» (иер. трад. 醉拳 III, кант.-рус.: Чёй кхюнь III, англ. Drunken Master III) — гонконгский приключенческий боевик 1994 года, срежиссированный Лау Калёном по сценарию Сиу Вина, с участием Энди Лау. Несмотря на своё название, кинофильм не имеет отношения к лентам «Пьяный мастер» (1978) и «Пьяный мастер 2» (1994).

## Сюжет
На рубеже веков в Китае общество «Белый лотос» устраивает заговор с целью сделать маньчжурского императора Юань Шикая императором Китая. Тем не менее для этого ему нужно заполучить нефритовое кольцо, находящееся у принцессы Самъюк. «Белый лотос» убеждает Ён Куаня схватить владелицу нефритового кольца. Однако Куань на самом деле лидер повстанцев, работающий на стороне революционера Сунь Ятсена, и он, похитив Самъюк, находит убежище в клинике Поу Чи Лам, владельцем которой является Вон Кхэйин с сыном Вон Фэйхуном. Позже ввязавшийся Фэйхун оказывается в бегах вместе с Самъюк. Путешествуя, Фэйхун изучает кунг-фу пьяного кулака под руководством старика Дяди Яня.

## В ролях
| Актёр      | Роль                   |
| ---------- | ---------------------- |
| Энди Лау   | Ён Куань               |
| Мишель Ли  | Самъюк                 |
| Вилли Куай | Вон Фэйхун             |
| Саймон Ям  | гей, пассажир автобуса |
| Лау Калён  | Дядя Янь               |
| Адам Чэн   | Вон Кхэйин             |
| Лау Кафай  | военный губернатор Лэй |
| Хо Какхёй  | Юань Шикай             |

## Сборы
«Пьяный мастер 3» собрал в прокате Гонконга с 2 по 20 июля 1994 года 7 076 791 гонконгский доллар.

## Отзывы
Джил Джавец полагает, что фильм «преодолевает врождённое разочарование в том, что он на самом деле не „Пьяный мастер“, с остроумием, энергией и чувством юмора». Борис Хохлов оценивает кинокартину негативно, заявляя, что создатели не позаботились ни о персоналиях, ни о логике. Фил Миллс также даёт неблагоприятное заключение: «Слабый сюжет и всеобщую нелепость становится слишком тяжело выдержать, и большая часть „звёздной“ мощи оказывается совершенно бесполезной».